# Liepana apiciclara
Liepana apiciclara är en tvåvingeart som först beskrevs av Hardy och Drew 1996.  Liepana apiciclara ingår i släktet Liepana och familjen borrflugor. Inga underarter finns listade i Catalogue of Life.